# Burnout da apprendimento
Il burnout da apprendimento (Learning Burnout) è una forma di sindrome da burnout (esaurimento psicofisico) che si manifesta a seguito di sessioni di studio troppo intense. Questo burnout, oltre a manifestarsi negli autodidatti, si manifesta in particolare negli studenti durante il periodo della scuola dell'obbligo o degli studi superiori, per cui è associato al burnout dello studente. Alcuni studi affrontano il burnout da apprendimento e nello studente in una disciplina particolare, come ad esempio l'apprendimento o acquisizione della lingua inglese e lo studio di Medicina e management.
Il burnout dello studente, pur essendo situato in contesto scolastico, si distingue dall'esaurimento psicofisico che colpisce i docenti durante la loro attività di docenza, che si può definire come "burnout del docente, burnout del professore, burnout dell'insegnante". Si distingue anche dal burnout in contesti professionali diversi da quello scolastico (e.g., medici, manager e assistenti sociali), dal dating burnout e dal burnout genitoriale.

## Il burnout dello studente

### Il nome
Il nome "burnout da apprendimento" e "burnout da studio" sono la traduzione dei corrispettivi nella letteratura scientifica internazionale, cioè Learning Burnout e il più raro Study Burnout.
"Burnout dello studente" è la traduzione del terzo corrispettivo, Student Burnout (SB); altre due traduzioni possibili sono burnout studentesco e burnout del discente. "Burnout accademico" è la traduzione del quarto corrispettivo, Academic Burnout.
Se gli studenti sono universitari, in Italia è noto anche come burnout universitario.

### La sindrome da burnout
Il burnout è un momento nella vita professionale di un individuo in cui il lavoratore sente una mancanza di entusiasmo e soddisfazione verso il proprio lavoro, indifferenza verso le persone e ha attitudini negative verso il proprio lavoro. In modo sintetico, si può definire come una risposta di stress (stress response). Secondo la definizione di Leiter e Maslach (2003), il burnout è un fenomeno caratterizzato da esaurimento emotivo (mancanza di vitalità e entusiasmo, frustrazione verso il lavoro e tensione), depersonalizzazione (trattare le persone come oggetti, mostrare distaccamento emotivo e insensibilità, mostrare cinismo, sentirsi estranei anche quando si è in mezzo ai colleghi di lavoro) e da una sensazione diminuita di realizzazione personale. Quest'ultimo fattore porta a una valutazione di sé negativa, al sentirsi inadeguato sul posto di lavoro e a una scarsa autostima.
Il burnout porta a conseguenze psicologiche e anche a un calo di produttività (e.g., quiet quitting e assenteismo) e può anche portare alla depressione, alcolismo e consumo di droghe.
Le origini del burnout sono spiegate dalla teoria della conservazione delle risorse (Conservation of Resources Theory, COR): secondo questa teoria, le persone sono motivate a ottenere e proteggere risorse preziose; nel momento in cui queste risorse sono perse o minacciate da perdita, sorge lo stress. Lo stress sorge anche quando le risorse da ottenere sono parecchie in partenza. Pertanto, il carico eccessivo di lavoro e l'esaurimento fisico possono minare la confidenza di una persona nelle proprie capacità di sostenere la motivazione per ottenere e/o proteggere le risorse. L'ansia è una risposta alla minaccia di perdere le risorse (per cui nasce lo stress) o, se le risorse sono state perdute, aumenta la percezione della perdita.
Il carico di lavoro in generale è un fattore ambientale di forte impatto nel fare sorgere lo stress ed è definibile come un insieme di problemi da risolvere simultaneamente in un tempo limite; se una persona non è capace di risolverli tutti, si crea una situazione di "sovraccarico di ruolo" (role overload). Il carico di lavoro eccessivo porta a insoddisfazione verso il proprio lavoro, produttività ridotta, scarsa qualità dei risultati finali, rabbia e sensazioni di fallimento personale; inoltre, ha un impatto anche sulla salute fisica (e.g., aumento dei livelli di colesterolo e tachicardia, cioè un battito cardiaco di frequenza elevata). L'esito finale è una scarsa performance/resa lavorativa, oltre a malessere psico-fisico. Nel caso dei professionisti sanitari, il carico di lavoro che porta al burnout è rappresentato per esempio dalla frequenza delle interazioni dei medici e infermiere con i pazienti e dalla durata scarsa delle pause. Un carico di lavoro eccessivo, oltre a provocare stress psicofisico, altera la bilancia vita-lavoro.
La teoria della conservazione delle risorse (COR) ha delle lacune che sono integrabili con la teoria cognitiva sociale (Social Cognitive Theory, SCT) di Bandura: quest'ultima illustra i fattori che determinano il comportamento umano e uno di essi è l'auto-efficacia (self-efficacy), cioè il risultato di un giudizio/valutazione delle proprie capacità in una situazione, per cui un determinato comportamento si adotta o meno in base alla valutazione e confidenza nelle proprie capacità. Le esperienze di successo nel proprio passato aumentano la confidenza, per cui impattano in modo positivo; anche osservare le azioni di successo degli altri, ricevere incoraggiamento ed essere in uno stato psico-fisiologico positivo ha un impatto positivo.
Il burnout nella letteratura scientifica ha tre modelli che influenzano in parte la definizione e che si distinguono per il numero di componenti: il modello più diffuso è quello tridimensionale (esaurimento emotivo, depersonalizzazione, scarso senso di realizzazione), seguito da quello bidimensionale (naturale e sociale, cioè esaurimento fisico e spirituale) e da quello monodimensionale di Pines e Shirom (solo l'esaurimento emotivo: infatti, la depersonalizzazione è una strategia disadattativa di affrontare l'esaurimento emotivo, mentre lo scarso senso di realizzazione è una mera conseguenza dell'esaurimento emotivo).

### I primi studi
Il burnout è presente ad esempio tra i professionisti sanitari (e.g., medici e infermiere), tra i lavoratori del settore industriale e gli assistenti sociali; le prime ricerche storicamente si sono concentrate su queste figure. Il primo studio che ha introdotto il concetto di burnout è di Freudenberger (1974) ed era basato sui professionisti sanitari, mentre Maslach ha apportato ulteriori contributi. Successivamente, sono iniziati anche gli studi sul burnout tra le figure manageriali e sul burnout da apprendimento avvertito dagli studenti della scuola dell'obbligo e dell'università e nei docenti. Nel caso delle figure manageriali, il burnout avvertito è collegato direttamente al burnout avvertito durante gli anni di studio per la preparazione alla propria professione futura in quanto è precursore al burnout sentito quando si affrontano sfide simili a quelle affrontate durante il periodo degli studi; in altre parole, il burnout di queste figure professionali è collegato al burnout dello studente e il burnout dello studente può essere predittivo del futuro burnout occupazionale e/o post-laurea, con tutte le sue conseguenze negative. Gli studenti universitari che sono colpiti duramente dal burnout hanno un rischio maggiore di subire burnout quando saranno professionisti. Secondo Pines e Kafry (1980), nel campo dei lavori orientati al sociale (people-oriented), il burnout degli studenti universitari è spesso più alto di quello dei professionisti.
A partire da questi risultati, gli studi sul burnout si sono estesi al mondo scolastico, includendo gli studenti e anche i docenti.

### Il burnout dello studente
Il burnout dello studente, in base a una modifica della definizione generale di Leiter e Maslach (2003) è dunque un fenomeno in cui gli studenti sentono un esaurimento emotivo, depersonalizzazione e uno scarso senso di realizzazione personale a causa di pressioni accademiche, del carico di lavoro eccessivo o di altri fattori personali psicologici presenti durante il processo di apprendimento. Secondo Rong, Lixian e Lanhua (2005), il burnout da apprendimento è la conseguenza dello studio forzato di una materia che i discenti non vogliono apprendere per mancanza di interesse o motivazione: lo studio porta alla noia ma anche alla stanchezza, frustrazione e depressione.
Molti studi del passato hanno usato la teoria della conservazione delle risorse per spiegare il burnout, per cui nel caso del burnout dello studente, le risorse investite e a rischio di perdita sono il tempo e gli sforzi. Quando uno studente investe una grande quantità di tempo prezioso nello studio ma non raggiunge il risultato sperato, ha perso le risorse (tempo e sforzi) e sente stress. In ambito scolastico, il carico eccessivo è uno dei fattori primari che porta allo stress dello studente, ovvero una causa di stress ("stressore" o "elemento stressogeno"): tra gli studenti del college, il carico di lavoro è lo stressore principale. Secondo una ricerca di Villanova e Bownas (1984), non solo il carico di lavoro è lo stressore principale secondo gli studenti del college, ma altri stressori sono gli esami e la pressione causata dalle scadenze temporali sono altri stressori. Lo stress eccessivo impatta il processo di apprendimento degli studenti.
Il burnout degli studenti può manifestarsi anche quando le attività didattiche sono online e a distanza, dunque in DaD.
In generale, un filone di ricerca sul burnout dello studente nell'ambito di materie di studio precise si è concentrato proprio sul burnout dello studente nello studio della lingua inglese (English Learning Burnout, ELB). Secondo Li, Zhang e Jiang (2021), l'ELB è uno stato psicologico e emotivo cronico correlato al proprio percorso di apprendimento dell'inglese come lingua straniera (L2) e alle lezioni di L2; esso è caratterizzato per esempio dalla sensazione di fatica/esaustione e dal cinismo, cioè indifferenza verso l'apprendimento. Altri filoni di ricerca riguardano specificatamente gli studenti di Medicina, gli allievi di discipline sportive, gli studenti impegnati nel volontariato, i musicisti e i normalisti, cioè gli studenti delle scuole normali (le scuole che preparano alla carriera di docente e/o ricercatore). In Cina, dal 25,8% al 52,1% degli studenti di Medicina in particolare avverte il burnout accademico (Chunming et al., 2017); la categoria è tra le più esposte, ma le differenze nelle misurazioni sono spiegabili in base al fatto che le definizioni di burnout accademico usate per impostare le ricerche e sondaggi variano da un paper all'altro.

### Cause e oscillazione
Le cause del burnout dello studente, oltre a quanto indicato dalla teoria della conservazione delle risorse, possono essere:
- le richieste eccessive legate allo studio e dunque i carichi pesanti di studio/lavoro ("pressione accademica"), per cui il discente si sovraccarica di studio e avverte lo stress accademico e stanchezza
- la presenza di troppe attività extrascolastiche/extracurriculari, per cui l'effetto è il medesimo
- l'attitudine cinica verso la scuola
- la sensazione di inefficacia accademica, cioè di sentirsi incompetenti; contestualmente, mancanza di confidenza in se stessi
- la mancanza di ricompense
- la mancanza di supporto da parte del docente unita a una relazione conflittuale docente-studenti
- la mancanza di supporto sociale (e.g., da compagni di classe, familiari e parenti)
- la mancanza di competenza digitale laddove le attività prevedono l'uso delle tecnologie
- l'ipercompetitività del discente, che può essere un mindset passato dal contesto culturale o dai genitori (per cui è una causa esogena/esterna, cioè non endogena/interna); nei caso in cui sia causato dai genitori, le aspettative di questi ultimi sono troppo alte e scollegate sia dalla realtà che dalla motivazione dei figli
- le aspettative troppo basse dei genitori nei confronti dei figli in periodo scolastico, per cui i figli sono demotivati e incentivati a impegnarsi poco
- Hou (2021), pur non citando direttamente l'ipercompetitività, attribuisce le cause del burnout crescente tra gli studenti cinesi in Cina ad alcune ideologie negative occidentali: supremazia e adorazione del denaro, individualismo estremo e edonismo[5]
- la paura di fallire usata come motivazione estrinseca, siccome un fallimento fisiologico e inevitabile porta alla paura o depressione
- il distacco emotivo (e dunque depersonalizzazione) tra i genitori e il figlio in periodo scolastico o, viceversa, l'iperprotezionismo materno nei confronti del figlio (questo fenomeno viene talvolta detto "genitori-elicottero")
- il disinteresse dei genitori verso il percorso scolastico dei figli
- la mancanza di una buona atmosfera di rispetto degli intellettuali e della conoscenza, a cui si aggiunge uno scarso status sociale e economico degli intellettuali; questo contesto porta alla demotivazione
- la presenza di meccanismi di selezione/assunzione dei lavoratori troppo competitivo o che presenta ingiustizie, come ad esempio il nepotismo; anche questo contesto porta alla demotivazione
- le risorse scarse o insufficienti per l'apprendimento, per cui per esempio gli studenti hanno meno opportunità di partecipare a esperimenti e attività di skill-building, per cui la sete di conoscenza non è soddisfatta, il potenziale creativo di ogni studente non è sfruttato. Ad esempio, secondo uno studio sugli studenti normalisti in Cina, gli studenti si sono lamentati del peso eccessivo della parte teorica dell'intero corso a scapito della parte pratica, che era più breve e molto più in là negli anni. La demotivazione che ne deriva non solo porta al burnout, ma porta anche a fare secchiate a ridosso degli esami siccome è sufficiente memorizzare senza costanza un gruppo di nozioni per passare un test, senza più bisogno di ripassarle. Questo modo di studiare in cinese in senso figurato e idiomatico viene detto 临时抱佛脚 (línshí bào fójiǎo), cioè "prostrarsi momentaneamente ai piedi di Buddha", cioè svolgere un esercizio di devozione solo quando serve.[5]
- il tempo speso a curare ogni aspetto dell'apprendimento, quando invece alcuni aspetti sono più secondari e dunque gli si può dedicare meno tempo e sforzi rispetto a quelli primari
- la scarsa capacità dei discenti di adattarsi alla difficoltà crescente dei corsi nei college
- la scarsa capacità dei discenti di adattarsi al cambiamento nel momento in cui si lascia la scuola superiore per passare all'università, se gli studi sono continuati: infatti, nel mondo universitario sicuramente mancano lo stretto controllo da parte del docente e dei genitori, per cui i discenti sono liberi di organizzare il proprio impegno autonomamente. La mancanza di capacità di organizzazione autonoma e dunque una disorganizzazione di fondo può contribuire al burnout; questo fenomeno di disorganizzazione è aggravato se i discenti allentano i propri standard, per cui il lavoro non è costante e serio
- l'enfasi eccessiva data dai datori di lavoro alle abilità pratiche e esperienza in sede di scelta dei candidati per un colloquio di lavoro o per la scelta finale del lavoratore da assumere, per cui i discenti sono in partenza demotivati verso l'apprendimento non pratico
- i piani studio rigidi, specialmente nelle università cinesi, siccome la mancanza di flessibilità e di ampia scelta nelle materie da inserire nel piano studi porta a demotivazione
- la mancata partecipazione degli studenti nella formulazione del programma di una materia (e.g., personalizzazione di alcuni temi in base a gruppi di interesse, metodo di insegnamento, organizzazione dei test e compiti)
- un metodo di studio basato su uno studio di superficie, per cui manca una comprensione profonda degli argomenti e che è anche indicatore di uno scarso interesse verso la disciplina e/o argomento studiato. Infatti, l'approccio superficiale all'apprendimento (superficial approach to learning) porta a un carico mnemonico più forte e sulla semplice memorizzazione di un cumulo di nozioni sconnesse e sparpargliate rispetto all'approccio profondo all'apprendimento (deep approach to learning), che invece si basa su una grande comprensione dei concetti e del loro concatenamento (Asikainen e Gijbels, 2017; Lonka et al., 2004; Kyndt et al., 2011; Trigwell, Ellis e Han, 2012)[11]
- uno stile noioso e monotono di insegnamento, a cui si affianca la mancanza di strategie di motivazione intrinseca e estrinseca degli studenti
- uno stile di insegnamento che mette pressione eccessiva agli studenti, siccome porta all'esaurimento emotivo e alla scarsa sensazione di realizzazione, per cui i propri sforzi non sono mai abbastanza; questo stile di insegnamento, insieme al carico di lavoro eccessivo (i.e., task eccessivi e/o troppo lunghi da svolgere), è collegabile alle aspettative troppo alte verso i discenti e dunque a un aspetto del contratto psicologico in classe: il contratto psicologico è un modo di dire e termine tecnico che indica l'insieme di aspettative tacite tra docente e discenti (e, in contesto lavorativo, tra lavoratori e datore di lavoro)
- i contenuti del programma della singola materia obsoleti e non aggiornati in base agli sviluppi e scoperte più recenti oppure scollegati dai bisogni sociali
- nel caso dei normalisti, tutto il carico di lavoro scolastico per diventare insegnanti, oltre a conoscere bene le basi della loro disciplina (quest'ultimo fatto non basta)[8]
- quantità di sonno scarsa o qualità del sonno bassa, per cui non viene praticata l'igiene del sonno
- le abilità metacognitive del discente, cioè la capacità di ragionare su come ragiona, su come si apprende e memorizza, su come funziona la mente e/o il processo di apprendimento di una particolare materia (e.g., acquisizione delle lingue straniere) e le variabili psicologiche che lo influenzano (e.g., ansia verso le lingue straniere) ecc.
- la dieta del discente, nel momento in cui è composta da cibi non salutari[12]
- la sedentarietà del discente, nel momento in cui tende a non praticare attività sportiva[13] anche leggera e/o graduale. L'associazione positiva tra sedentarietà e burnout è stata trovata nell'ambito del burnout lavorativo, ma si potrebbe estendere al burnout accademico
- il perfezionismo, cioè il desiderio di svolgere un'azione senza la minima imperfezione correlata con la paura di fallire e la paura del giudizio negativo degli altri: il perfezionismo porta a voler dare il 100% di sé, il che può portare a esaurimento psicofisico e dunque al burnout in ambito professionale;[14] inoltre, può portare a procrastinare il completamento di un compito e dunque alla procrastinazione. Questo risultato si può estendere all'ambito scolastico, per cui il perfezionismo genera burnout accademico e anche procrastinazione
- nel caso degli studenti di Medicina, lo stare a contatto costante con le sofferenze psicofisiche unito a una forte empatia verso i pazienti porta a una forma di esaurimento molto particolare detta compassion fatigue. Quest'ultima è provata anche da lavoratori in altre professioni in cui il lavoratore è a contatto con il dolore psicofisico altrui, come i poliziotti, pompieri, giornalisti, assistenti sociali, i volontari che intervengono dopo le calamità e perfino i veterinari
- un rapporto docente-studenti difficile; tuttavia, questo fattore ha una correlazione scarsa con il burnout accademico secondo uno studio svolto su discenti iraniani[15]
- il burnout del docente, siccome ha una relazione bidirezionale con il burnout dello studente. Ad esempio, se il docente mostra depersonalizzazione e demotivazione, la sua scarsa empatia e vigore possono accentuare un burnout degli studenti
- tratti personali del singolo discente (o "tratti interni"), come ad esempio la personalità, il gender, lo svolgimento di attività fisica, il fatto che sia figlio unico, lo status socio-economico della famiglia e le proprie origini etniche. Ad esempio, in Nuova Zelanda i corsi di Medicina sono costosi e uno studente di Medicina potrebbe anche indebitarsi parecchio pur di sostenere i costi del corso che poi dovrà rimborsare con interessi con la propria busta paga. Secondo una ricerca svolta in Nuova Zelanda nel 2009, un medico a domicilio (house officer) al primo anno di lavoro aveva in media un debito di 65.000$, mentre il 10% di loro arrivava a 100.000$.[16] Secondo uno studio cinese, i discenti che provengono da famiglie economicamente disagiate (e.g., famiglie che vivono nelle zone rurali) per finanziare i propri studi possono svolgere dei lavori part-time, ma il lavoro va a predare il tempo di studio e la possibilità di frequentare le lezioni e richiede anche energia, per cui il discente può essere esposto a un burnout.[10] Tutti i tratti personali interagiscono tra loro in modo complesso. Secondo una ricerca (Xu, 2017), il gender e il fatto di essere figlio unico ha un impatto marginale,[8] per cui l'impatto di ogni fattore può essere grande o piccolo. Specificatamente riguardo al gender, tendenzialmente le donne tendono a sentire maggiormente il burnout, ma questo risultato è problematico in base all'esito di altre ricerche; inoltre, le donne tendono a sentire di più l'esaurimento, mentre i maschi tendono a sentire di più la depersonalizzazione sul posto di lavoro (Purvanova e Muros, 2010), ma il livello di cinismo non ha mostrato differenze tra gli studenti del college.[11]

#### Tratti di personalità e oscillazione del burnout
I tipici tratti di personalità del discente prono al burnout (tutti tratti interni) sono:
- la mancanza di grinta e scarsa resilienza psicologica
- la scarsa abilità di regolazione delle emozioni
- la scarsa autostima, scarsa iniziativa personale per la propria crescita
- lo scarso capitale psicologico positivo o "PsyCap" (cioè un insieme di tratti psicologici positivi come l'ottimismo e la speranza)
- il perfezionismo disadattativo, per cui ad esempio il discente è prono a auto-criticarsi costantemente e in modo forte
- una bassa self-differentiation (cioè l'attitudine di tenere i propri pensieri e emozioni separate da quelle degli altri)
- il locus of control esterno (cioè la credenza che la propria vita è controllata da forze esterne come la fortuna, il destino, il caso, Dio, il karma o un bias cognitivo per cui il proprio agire e la propria forza di volontà sono inutili)
- il nevroticismo (cioè la tendenza a sentire ansia, paura, frustrazione, invidia, senso di colpa, pessimismo, depressione, timidezza, solitudine e simili; pertanto, i soggetti affetti da nevroticismo possono percepire situazioni ordinarie come minacciose e compiti leggermente impegnativi come difficili)
- uno stile di coping (affrontare problemi e malesseri) inefficace
- le scarse abilità di time management[5] (cioè di gestione del proprio tempo, ragion per cui il tempo per svolgere il carico di lavoro potrebbe essere sufficiente ma è gestito male)
- in base alla ricerca sul burnout sul posto di lavoro, il narcisismo è positivamente correlato al burnout siccome provoca esaurimento emotivo e depersonalizzazione in quanto i narcisisti possono sovrastimare le proprie abilità;[18] lo stesso nesso esiste anche con il burnout dello studente, per cui gli studenti narcisisti possono entrare in burnout accademico[19]

Pertanto, i fattori ambientali da soli sono insufficienti a spiegare in modo esaustivo le cause di burnout dello studente. Di contro, integrare fattori personali  permette una comprensione più profonda del burnout studentesco. Inoltre, siccome il livello di auto-efficacia può variare nel tempo, i fattori personali non sono statici e immutabili, per cui è necessario anche tenere in considerazione la dinamicità dei fattori personali attraverso studi longitudinali, cioè lungo il tempo. In generale, un episodio di burnout lungo il tempo può aggravarsi o alleggerirsi, per cui il burnout non è monolitico ma è diviso in fasi; l'oscillazione del livello di burnout dipende da quanto l'auto-efficacia cresce o decresce lungo il tempo. L'auto-efficacia alta diminuisce il livello di burnout.

### Effetti
Gli studenti affetti da burnout di base:
- si sentono esausti e spesso non provano coinvolgimento nelle attività scolastiche, al punto tale che le routine in classe sono avvertite come monotone
- sentono impossibilità a concentrarsi
- avvertono demotivazione, per cui investono meno tempo e sforzi nell'apprendimento e perdono grandi opportunità di apprendimento
- avvertono depersonalizzazione (sentirsi distaccati e/o estranei)
- sentono l'esaurimento emotivo (sentirsi emotivamente vuoto)
- hanno la sensazione di non raggiungere nessun risultato personale
- avvertono isolamento e/o solitudine
- subiscono un calo di produttività
- la qualità del lavoro diminuisce; questo fenomeno è critico negli studenti di Medicina durante il tirocinio e in generale nelle professioni sanitarie siccome la qualità della cura psicofisica dei pazienti diminuisce[20]
- possono praticare l'assenteismo, per cui rischiano di rimanere indietro con le lezioni
- possono cadere vittima di disturbi dell'alimentazione[21] (e.g., binge eating e anoressia nervosa)
- possono soffrire di esaurimento psicofisico dovuto alla privazione del sonno e al debito di sonno (e.g., difficoltà cognitive da sonnolenza e/o un aumento della sonnolenza diurna).[22]
- possono usare compulsivamente lo smartphone[23] e/o avere una dipendenza da internet;[24] l'uso compulsivo è causato a sua volta dai problemi con la famiglia e/o dalla solitudine e correlato positivamente con la comparsa del burnout.[23] Se l'uso è in orario serale, è correlabile anche all'insonnia e ai risvegli notturni.
- possono assumere alcol, comportamento rilevato almeno una volta negli studenti universitari[4]
- nei casi più gravi, possono iniziare ad abusare di sostanze illecite psicoattive (in particolare la marijuana), comportamento rilevato almeno una volta negli studenti universitari[4] ma in misura minore negli studenti di Medicina e nei paesi in cui l'uso delle sostanze psicoattive è molto stigmatizzato socialmente, come ad esempio il Libano[4]
- nel caso peggiore possono abbandonare gli studi, per cui il burnout può portare all'abbandono scolastico. Pertanto, avviene uno spreco di risorse educative.
- la depressione può portare a idealizzare il suicidio. Negli studenti di Medicina, i livelli di perfezionismo sono positivamente correlati all'ideazione del suicidio.[16]

Gli effetti del burnout sono ancora più gravi se colpiscono gli studenti di Medicina a causa del loro ruolo cruciale fin dal tirocinio curriculare: infatti porta dei futuri medici e infermieri a provare emozioni negative (mancanza di altruismo, mancanza di auto-regolazione, disonestà e mancanza di integrità) e aumenta il rischio di commettere errori nelle diagnosi e prescrizioni, riduce la qualità della cura del paziente e aumenta l'insoddisfazione dei pazienti (Brazeau et al., 2010; Dyrbye et al., 2010; Paro et al., 2014; Fahrenkopf et al., 2008; Wallace et al., 2009). Il burnout, se deriva dal perfezionismo (e dunque da un tratto neurotico), può essere preceduto dalla paura di fallire, dalla paura del giudizio degli altri e dalla paura di non dare il 100% di sé.

### La ricerca
Un esempio concreto di burnout dello studente è stato descritto nell'ambito degli studi di management nei college del Vietnam: gli studenti avevano un carico di lavoro eccessivo perché dovevano contemporaneamente seguire i corsi di management in lingua inglese (per cui al contenuto teorico e pratico si aggiungeva la necessità di padroneggiare l'inglese a livello tecnico e professionale) più i corsi di lingua inglese. La strutturazione di questo curriculum portava a internazionalizzare gli studenti, tuttavia ha portato svariati studenti al burnout. Alcuni studenti che si sono diplomati in management e contestualmente in inglese potrebbero non scegliere una professione in cui devono usare l'inglese a causa del burnout accademico durante gli studi di inglese coniugato a management; inoltre, potrebbero avere paura della lingua inglese e mancanza di confidenza nelle proprie abilità in inglese.
Oltre alla scoperta che il burnout degli studenti può essere predittivo di quello professionale e al fatto che il burnout degli studenti può anche essere più alto di quello professionale, altri studi hanno scoperto che in generale gli studenti del college avvertono livelli moderati o alti di burnout. Gli studenti che sperimentano il burnout al college vanno dal 9,9% al 40,3% in base a varie misurazioni. In Cina, l'incidenza del burnout tra gli studenti del college sale man mano che si avanza di anno nel percorso studi. Inoltre, l'ambiente scolastico cinese è molto competitivo, per cui l'esposizione e intensità del burnout nell'arco degli anni sono cresciuti; in particolare, il punteggio ottenuto nell'esame di scuola superiore (il Gaokao 高考) determina la possibilità di entrare in un'università cinese di alto rango o meno, per cui il carico di lavoro e la pressione sociale a eccellere sono enormi.
In generale, il burnout è frequente negli studenti di management al college e negli studenti di inglese come lingua straniera (L2); questi ultimi hanno paura e ansia delle lezioni di inglese (sentono cioè ansia verso le lingue straniere), mancano di confidenza nelle proprie capacità nello studio della lingua (hanno cioè una scarsa autostima nello studio delle lingue straniere) e dubitano delle loro capacità di maneggiare i contenuti del corso.
Secondo un'altra ricerca, il burnout è più frequente negli studenti di Medicina, nei normalisti (cioè gli studenti delle scuole normali, per cui diventeranno docenti), negli studenti appena entrati al college (junior college students) e negli studenti che hanno scarsi risultati.
Nel caso degli studenti di Medicina, che già in partenza svolgono un percorso di studi più lungo e gravoso, il burnout è maggiormente diffuso negli studenti laureandi (graduation students), cioè gli studenti all'ultimo anno di studi che devono scrivere l'elaborato finale e discuterlo per conseguire il titolo di studio. Infatti, la pressione subita da parte degli studenti laureandi in Medicina è maggiore dei non-laureandi. Inoltre, gli studenti che provenivano da contesti economici difficili (i.e., zone rurali, dunque più povere) e che in più non avevano avuto accesso a aiuti economici come le borse di studio avevano una maggiore esposizione al burnout; lo stesso avveniva se in generale la famiglia era in una situazione di difficoltà. Lo studio è stato inoltre svolto in Cina e pubblicato nel 2021, mentre infuriava la pandemia di COVID-19: la pandemia ha accentuato il burnout degli studenti di Medicina a causa dei loro timori di non potersi più laureare e trovare un lavoro o iscriversi in un ulteriore percorso di studio (e.g., dottorato di ricerca) per le condizioni economiche difficili. In Cina, al 2021 la provincia colpita più duramente dalla pandemia mondiale è la stata lo Hunan (湖南), per cui probabilmente i maggiori tassi di burnout si concentravano in quella provincia rispetto a quelle colpite meno duramente. Inoltre, gli studenti di Medicina impegnati nel tirocinio curriculare obbligatorio possono essere colpiti dal burnout professionale nel momento in cui vengono assegnati a un turno notturno o quando la vita personale degli studenti tirocinanti è insoddisfacente per eventi negativi. Il numero di ammissioni di pazienti in ospedale non ha avuto incidenza sul burnout.
In generale, il burnout del docente e dello studente non sono scorrelati siccome la relazione tra i due è bidirezionale: il burnout dello studente può alimentare il burnout del docente e viceversa.
Riguardo al carico di lavoro, nel caso degli studenti il carico di lavoro e di studio eccessivo è definibile come un grosso insieme di problemi di natura accademica da risolvere in un tempo limitato. La pressione e stress generati, gettano lo studente in una spirale verso il basso (downward spiral): le emozioni e le relazioni interpersonali sono compromesse, per cui gradualmente perde interesse nel lavoro scolastico e ha un senso più scarso di realizzazione. Secondo Leiter (2018), il burnout tende a peggiorare nel tempo. Secondo altri studi, se il carico di lavoro del corso aumenta nel tempo, contestualmente aumenta nel tempo la manifestazione/incidenza di vari episodi di burnout.
Una ricerca di Thi e Duong (2024) ha indagato i fattori che influenzano il burnout da apprendimento in una scuola di management in cui si studiava anche lingua inglese; il modello usato mescolava la teoria della conservazione delle risorse (COR) con la teoria cognitiva sociale (SCT) di Bandura, per cui teneva in considerazione l'auto-efficacia come fattore personale in aggiunta a quelli ambientali. Secondo il loro modello, il carico di lavoro in inglese, le esperienze passate di apprendimento dell'inglese e l'ansia verso l'inglese influenzano l'auto-efficacia; a sua volta, il livello scarso e/o fluttuante di quest'ultima influenza il burnout da apprendimento; quest'ultimo insieme nuovamente al livello di auto-efficacia a sua volta influenza la prestazione.

### Il modello di benessere "Coping Reservoir"
Nell'ambito del burnout accademico degli studenti di Medicina ma potenzialmente estendibile a ogni altro corso universitario, è stato elaborato un modello di coping (cioè di affrontamento delle difficoltà) detto Coping Reservoir ("riserva di coping"): la riserva di coping è immaginabile come una tanica che viene colpita da input/fattori positivi che la riempiono e da input/fattori negativi che la svuotano. Il riempimento porta alla resilienza psicologica e al miglioramento della salute mentale dei discenti, mentre lo svuotamento porta al burnout accademico e al cinismo. La "tanica" ha anche una struttura interna divisa in tre piani che cambiano da discente a discente: tratti personali del discente, temperamento e stile di coping. I discenti già in sede di immatricolazione hanno più riserve di coping di altri, per cui sono più resilienti psicologicamente, mentre altri sono soggetti a ansia e depressione e sono molto sensibili anche a stressori molto piccoli, oppure hanno tratti comportamentali e psicologici ossessivi (la triade compulsiva) e compulsivi che influenzano le aspettative dei discenti e la loro vulnerabilità. La triade compulsiva è un concetto di Gabbard ed è l'unione di tre tratti che portano a comportamenti compulsivi, cioè dubbio, senso di colpa e senso della responsabilità esagerato; i comportamenti negativi sono maladattivi/disadattativi.

#### Input negativi (fattori di svuotamento)
Gli input negativi, che svuotano la riserva di coping, sono lo stress, conflitto interiore, la richiesta di energie per il carico di lavoro (o per comportamenti compulsivi legati alla triade compulsiva) e la richiesta di tempo.
Lo stress si origina dal contenuto del piano studi, da stressori psicosociali e da tratti individuali dei discenti (tratti personali, temperamento e stile di coping). Lo stress, ansia e depressione, per esempio, nascono dal fatto che un discente non si sente tra gli studenti migliori nella classe o dalla propria mentalità ipercompetitiva, perfezionista e dicotomica/manicheistica/polarizzata/in bianco e nero dell'autovalutazione della performance e delle aspettative a monte ("buono o cattivo; tutto o niente"). Altre volte, deriva dall'esporsi a una situazione di minaccia. Anche le lezioni dall'andamento disorganizzato e destrutturato e/o malamente preparate e/o basate su un programma confusionario portano in particolare gli studenti perfezionisti a sentire emozioni negative di insoddisfazione. Quando uno studente in generale esprime insoddisfazione, i docenti potrebbero interpretare male l'atteggiamento e etichettare lo studente come presuntuoso ("entitled") o pigro e dunque potrebbero mancare di empatia verso uno studente. L'eccessivo carico di lavoro scolastico è uno stressore fondamentale siccome i discenti devono memorizzare nella memoria a lungo termine e interconnettere una vasta mole di nozioni a un ritmo rapido. Lo stress curriculare comunque è legato a fattori individuali siccome alcuni studenti reagiscono in modo maladattivo, mentre altri potrebbero decidere di incrementare la propria resilienza psicologica (e.g., sviluppare l'autonomia nello studio, programmare il proprio studio e il proprio tempo, sviluppare l'autonomia e le iniziative personali laddove il curriculum non offre la conoscenza e competenza che il discente ricerca e desidera).
Il conflitto interno invece è una situazione di ambivalenza, contrasto e disforia sul percorso di studi scelto. Infatti, i sentimenti negativi dovuti a difficoltà accademiche, ansia e depressione possono portare il discente a pensare di avere fatto una scelta sbagliata. Tuttavia, il ragionamento è emotivo ("Io sento, dunque deve essere vero"). La sofferenza derivata dal conflitto interno porta a malesseri che a loro volta aumentano la sofferenza, in un altro circolo vizioso. Pertanto, le risorse emotive per gestire al meglio il percorso di studi vengono sprecate in pensieri negativi.
la richiesta di energie e tempo è il totale di energia e ore nel seguire e/o recuperare lezioni, fare attività laboratoriali, studiare libri e appunti e ripassare. Oltre a essere un gravame, le energie e tempo spesi nelle attività di frequenza e studio diminuiscono il tempo che i discenti possono/vogliono spendere a fare attività salutari, come ad esempio fare attività fisica e socializzare. In caso di bisogni in famiglia, i discenti che non possono essere d'aiuto per non sottrarre tempo agli studi possono sentire senso di colpa. Se le ore durante la giornata sono insufficienti, i discenti potrebbero lavorare fino a sera tardi o al mattino molto presto, per cui la qualità del sonno e quantità di sonno sono compromesse; la loro compromissione porta ai sintomi di privazione del sonno e debito di sonno, dunque a sintomi psicofisici debilitanti (anche) per la memorizzazione.
Altri stressori che si aggiungono ai 4 input negativi (stress, conflitto interno, richiesta di energie e richiesta di tempo) sono gli stressori psicosociali, tipicamente eventi come malattie dei familiari, morte di un membro della famiglia, divorzio e generiche crisi familiari anche negli anni precedenti all'inizio degli studi. Questi eventi aumentano il rischio di burnout accademico in generale e secondo il modello Coping Reservoir: infatti portano a strategie di coping insalubri, disforia e mancanza di concentrazione che a loro volta culminano in una scarsa resa universitaria; quest'ultima porta a ansia o depressione che a sua volta peggiora la situazione iniziale in un circolo vizioso. Uno stressore simile è lo svolgimento di un ruolo che va a minare il rigore necessario a svolgere gli studi universitari e va a violare in modo eccessivo il confine tra studi e vita familiare, e.g., essere costretti a gestire un business dei genitori.

#### Input positivi (fattori di riempimento)
Gli input positivi sono il supporto psicosociale, le attività sociali, il tutoraggio (mentorship) e la stimolazione intellettuale.
Il supporto psicosociale viene dai familiari, amici, compagni e anche dall'amministrazione della scuola (cioè dal personale che ha un ruolo dirigenziale), terapisti e perfino dai membri di associazioni religiose.
Le attività sociali non avvengono solo fuori dalle mura universitarie e in contesto dunque extrauniversitario, ma anche dentro l'università: per esempio, i compagni possono ritrovarsi a trascorrere del tempo insieme in una pausa tra una lezione e l'altra. Le attività possono essere spontanee o strutturate (e.g., una festa tra studenti promossa dall'università).
Il tutoraggio avviene per esempio attraverso i precettori clinici (clinical preceptors), cioè delle figure che affiancano lo studente tirocinante in Medicina, o attraverso membri della facoltà universitaria che fungono da tutor. Il tutor può anche parlare del proprio percorso di studi, della propria esperienza e del proprio modo di gestire il burnout e/o il carico di studio e/o la bilancia vita-lavoro, per cui un minimo di apertura e vicinanza personale può aiutare i discenti affetti da burnout. Una delle stesse autrici del paper che getta le basi del modello è una decana per gli affari studenti e curriculari (Dean for Student and Curricular Affairs) all'università che racconta di offrirsi di parlare della gestione della propria bilancia vita-lavoro: nella propria vita, deve gestire il ruolo di madre, moglie, docente universitaria, decana/amministratrice, ricercatrice e dottoressa. In alternativa, il tutoraggio avviene con attività di apprendimento tra pari (peer learning e peer mentorship), per cui è svolto da un proprio compagno di corso.
La stimolazione intellettuale data dai contenuti del corso è una fonte di eccitazione e entusiasmo, nonostante lo stress. Parte di essa deriva dai contenuti del programma/sillabo dei singoli corsi.
La riserva di coping è dinamica, per cui si riempie e svuota nell'arco delle singole giornate, settimane e sottoperiodi universitari. La velocità di riempimento e svuotamento dipende dalle caratteristiche del singolo discente.

### Misurazione
La misurazione del burnout dello studente viene svolta con una serie di test che sono modifiche dell'MBI (Maslach Burnout Inventory). Questi test sono usati dalla ricerca scientifica, per cui non sono diagnostici. Alcuni test di misurazione sono:
- l'MBI - Form ED. (Maslach Burnout Inventory - Educators)
- l'MBI-SS (Maslach Burnout Inventory - Student Survey) di Schaufeli et al.
- l'MBI-CSS (Maslach Burnout Inventory - College Student Survey) di Gold et al.
- il BM (Burnout Measure) di Pines, che contiene 21 item ed è utilizzabile in qualunque professione e anche per gli studenti.
- l'Adolescent Student Burnout Inventory (ASBI) di Wu e Dai (2010).[22]

## Cura e prevenzione del burnout dello studente
Il burnout accademico si può curare o prevenire con numerose strategie che coinvolgono anche i docenti, i familiari dei discenti e i datori di lavoro nel momento in cui i discenti svolgono un tirocinio curriculare o extracurriculare. Gli interventi possono essere individuali o di gruppo; un intervento può anche combinare più soluzioni e strategie insieme. Alcuni di essi sono:
- Il burnout dello studente si cura e previene in primis insegnando ai discenti alcune strategie di apprendimento auto-regolato (Self-Regulated Learning Strategies, SRLS) per rimuovere i fattori affettivi negativi e stati emozionali nell'apprendimento, ad esempio in contesto di apprendimento di inglese come L2 (Chow et al., 2018; Teng e Zhang, 2020). Inoltre, queste strategie permettono di organizzare, gestire e valutare in autonomia il proprio processo di apprendimento. Quindi, le SRLS contengono anche le basi di autovalutazione. Uno stato emozionale da controllare è in particolare quello dell'assenza di resilienza psicologica: il discente che possiede la resilienza psicologica non ha un'attitudine pessimista verso le difficoltà ma han più confidenza e attitudine positiva e ottimistica, sentono più emozioni positive e meno stress, aderiscono maggiormente ai loro obiettivi, riescono a concentrarsi con persistenza sulla risoluzione dei problemi, sanno gestire la motivazione, hanno minori fluttuazioni di umore e riescono a tirare fuori le loro emozioni negative attraverso relazioni interpersonali significative (incluse le sensazioni stesse associate al burnout dello studente in una o più materie); le relazioni interpersonali possono essere ad esempio con i propri familiari[7] o con gli amici o il docente stesso. Dunque, grazie alla resilienza psicologica, la pressione scolastica/accademica non erode la capacità di capire e risolvere problemi, la propria autostima e la scelta di soluzioni e strategie positive per gestire le emozioni negative e guarire velocemente dallo stress da apprendimento. Pertanto, la resilienza psicologica è un'arma di difesa contro lo stress e il burnout dello studente e uno strumento di sviluppo della salute mentale e fisica dei discenti. Essa, nel momento in cui il discente incontra un problema, permette al discente di concentrarsi sulla riflessione intorno al problema e all'elaborazione e sperimentazione delle soluzioni, dunque a un pensiero centrato sul problema (problem-centered)[7] e non su emozioni negative e pensieri distraenti che possono portare allo stress e a sentimenti di resa. La resilienza permette anche di osare e accettare sfide,[7] dunque ad esempio la risoluzione di problemi più ostici e la sperimentazione di più soluzioni da cui imparare in caso di sconfitta (osservazione e interpretazione dei feedback, miglioramento incrementale/ciclo di Deming, trial and error, compilazione di un diario). La resilienza andrebbe insegnata dai docenti ai discenti per esempio attraverso corsi finalizzati all'educazione alla salute mentale dei discenti che contengono attività di vario tipo oltre a spiegazioni verticali dotate di esempi concreti (e.g., discussioni di gruppo, proiezione di video motivazionali, performance in stile sitcom...)[7] per cui i discenti possono svilupparla (anche) con l'intervento dei docenti. Dopo la spiegazione, il docente deve monitorare e valutare l'uso di queste strategie di resilienza da parte dei discenti lungo il tempo.[7]
- La seconda soluzione per curare o prevenire il burnout dello studente è quella di creare un'atmosfera di campus e di lezione armoniosa.[7]
- La terza è quella di stabilire e mantenere buone relazioni interpersonali[7] in generale, (e.g., con compagni, docente, genitori, amici, colleghi di lavoro in contesto di tirocinio curriculare e/o extracurriculare). Secondo il modello transazionale di stress e coping di Lazarus e Forkman (1984), la comunicazione attiva è un modo di alleviare lo stress nel momento in cui un evento è considerato uno stressore da parte del discente (i.e., se ritiene di non avere le risorse necessarie per farvi fronte). Pertanto, la comunicazione attiva in un contesto sociale supportivo verso il discente è fondamentale per curare o prevenire il burnout.[9]
- La quarta è quella di apprendere vari modi di risolvere problemi,[7] dunque di ricevere o sottoporsi a una formazione per esempio nell'ambito di tecniche di problem solving, tecniche creative, processi decisionali (decision making), project management elementare (anche attraverso il Project Management Body of Knowledge) e time management oppure nell'ambito della risoluzione di problemi in un contesto specifico (e.g., in caso di difficoltà nell'imparare una lingua straniera, il discente può cercare le basi di acquisizione delle lingue straniere ed elaborare soluzioni autonomamente, oppure può consultare le basi di didattica acquisizionale e acquisizione del vocabolario). All'interno del time management, in particolare, è necessario non solo capire come gestire il proprio tempo di lavoro e le priorità, ma anche quando e come delegare e quando alternare il periodo di studio e lavoro con il periodo di rilassamento e distacco, che è assolutamente necessario per ricaricarsi fisicamente e mentalmente[26] e per raggiungere e mantenere alti livelli di performance in università e anche nel lavoro. Il time management permette anche di evitare le sessioni di studio concentrate e compatte svolte a ridosso degli esami (le secchiate) e permette di adottare metodi di studio che promuovono la memorizzazione a lungo termine e la neurogenesi, come la ripetizione dilazionata a intervalli crescenti svolta anche dopo gli esami.
- La quinta è ridurre il carico di lavoro degli studenti durante la lezioni e fuori dalla scuola, dunque diminuire le esigenze/richieste/standard e la pressione accademica.[7]
- La sesta è creare un ambiente di classe più piacevole e rilassante per gli studenti.[7]
- La settima, formulata nel caso degli studenti normalisti ma potenzialmente valida anche per gli altri studenti, è aumentare la comunicazione tra gli studenti dei primi anni e degli ultimi anni, in modo tale da capire cosa potrebbe essere più importante e primario da imparare e cosa potrebbe essere più marginale. In tal modo, il tempo e sforzi nello studio possono essere redistribuiti meglio in base alla priorità.[8]
- L'ottava, formulata nel caso degli studenti di Medicina, è quella di selezionare gli studenti da ammettere alla facoltà di Medicina in base alle caratteristiche personali che non espongono facilmente al burnout (e.g., il neuroticismo espone al burnout)[16]

Molte altre strategie sono direttamente ricavabili dalle cause del burnout:
- calibrare il carico di lavoro all'interno dei programmi scolastici; eventualmente, allocare parte del tempo della lezione per svolgere i compiti in classe da soli o in gruppo in modo tale da organizzare la mole di lavoro diversamente a casa
- calibrare le proprie attività extracurriculari/extrascolastiche
- (ri)trovare un senso per andare a scuola e studiare, per contrastare il cinismo
- istituire un sistema di distribuzione di ricompense esterne per motivare in modo estrinseco; tale sistema va affiancato a un sistema di aumento della motivazione intrinseca/interna rispetto al discente. Simili aspetti fanno parte del contratto psicologico in classe
- promuovere una relazione docente-studenti che non sia tossica o squilibrata
- sviluppare le competenze digitali per le attività in cui sono richieste
- includere insegnamenti interessanti, all'avanguardia, aggiornati, accattivanti e collegati ai bisogni sociali (e.g., Agenda 2030 dell'ONU) nei programmi scolastici; qualora non sia possibile, rendere i discenti autonomi, in modo tale che possano integrare la propria formazione in modo individuale (e.g., attraverso la ricerca di libri, ebook e articoli accademici o fornendo loro una bibliografia facoltativa e consigliata divisa per temi)
- rendere il piano studi il più personalizzabile possibile con insegnamenti e laboratori a scelta
- personalizzare parte del programma di un corso (e.g., personalizzazione di alcuni temi in base a gruppi di interesse, metodo di insegnamento, organizzazione dei test e compiti)
- usare uno stile di insegnamento e comunicazione motivante per i discenti affiancato a strategie di motivazione dei discenti anche in base alla specifica materia d'insegnamento (e.g., motivazione nell'acquisizione delle lingue straniere)
- includere delle sessioni di formazione di competenze pratiche nelle varie lezioni e nei vari programmi dei singoli corsi/insegnamenti, per cui l'insegnamento non è mero nozionismo
- sviluppare le abilità metacognitive del discente, cioè la capacità di ragionare su come ragiona, su come si apprende e memorizza, su come funziona la mente e/o il processo di apprendimento di una particolare materia (e.g., acquisizione delle lingue straniere) e le variabili psicologiche che lo influenzano (e.g., ansia verso le lingue straniere)
- nel caso degli studenti di Medicina, imparare a gestire le emozioni derivate dal contatto costante con la sofferenza psicofisica dei pazienti durante il tirocinio curriculare, senza necessariamente arrivare a distaccarsi completamente dai pazienti a livello emotivo (depersonalizzazione) o addirittura a sperimentare piacere per il loro dolore (sadismo)
- stabilire per sé obiettivi graduali e SMART (specifici, monitorabili/misurabili, raggiungibili, realistici e legati a una finestra temporale) per evitare il perfezionismo; contestualmente, tenere conto di potenziali fallimenti da cui apprendere nel proprio percorso di studi e dunque superare la paura del fallimento anche con questo mindset
- rifiutare il mindset perfezionista e il pensiero dicotomico qualora sia inculcato dall'ambiente culturale e/o familiare
- rifiutare il mindset lassista qualora sia inculcato dall'ambiente culturale e/o familiare (e.g., "Basta che prendi la sufficienza, basta che accetti qualunque voto ti venga dato") siccome disincentiva la passione e l'impegno
- interessarsi all'andamento scolastico dei figli
- l'evitamento da parte dei genitori di un distacco emotivo con i figli o, viceversa, dell'iperprotezionismo (e dunque del modello di "genitore-elicottero")
- abbandonare l'individualismo estremo siccome può rendere difficile l'instaurazione di rapporti sociali e dunque può diminuire il supporto sociale e aumentare l'isolamento
- evitare il ritiro sociale e l'occultamento delle proprie emozioni come risposta al burnout siccome entrambi sono una strategia di coping maladattiva[24]
- evitare l'auto-critica costante durante il burnout siccome anche questa è una strategia di coping maladattiva[24]
- adottare uno stile di apprendimento non superficiale ma profondo, per cui il carico mnemonico viene diminuito in quanto non si studia un mucchio sparpagliato di nozioni a memoria; grazie al pensiero critico e alla motivazione, si comprendono a fondo i concetti e ogni loro concatenamento possibile
- limitare o cessare l'uso di alcol (specialmente poche ore prima di dormire)
- cessare l'uso di sostanze psicoattive
- migliorare la dieta limitando i grassi non buoni (contrariamente agli Omega-3), gli zuccheri aggiunti e i carboidrati che non derivano da fibre
- curare i disordini dell'alimentazione derivati dal burnout (e.g., binge eating e anoressia nervosa)
- praticare attività sportiva non pesante (quella aerobica in particolare aiuta il sonno)
- praticare forme di meditazione (e.g., la mindfulness), di respirazione profonda ritmata e di rilassamento muscolare progressivo e fare yoga. L'uso della mindfulness per ridurre lo stress è noto come Mindfulness-Based Stress Reduction (MBSR)
- migliorare la qualità del sonno attraverso l'igiene del sonno (la stessa cessazione dell'uso di alcol e sostanze psicoattive, l'abbandono di una dieta insalubre, l'attività sportiva di tipo aerobico e la meditazione sono inoltre collegate all'igiene del sonno)
- ascoltare musica rilassante
- abbandonare il perfezionismo (la perfezione non può esistere, contrariamente a un lavoro svolto particolarmente bene) contestualmente alla paura di fallire (sbagliare è umano), alla paura del giudizio negativo degli altri (ammesso che una persona sia interessata a giudicare, un feedback negativo pertinente aiuta a migliorare e a ricavare i relativi benefici) e alla paura di non dare costantemente il 100% di sé (dare il 100% di sé oltre il breve termine può portare al burnout accademico, per cui porta numerosi svantaggi)
- adottare strategie legate alla cura e prevenzione del burnout sul posto di lavoro, siccome coinvolgono anche gli studenti universitari tirocinanti: un esempio è il diritto alla disconnessione,[28] un altro è una gestione più attenta degli eventuali turni notturni[16] mentre un altro ancora è una formazione mirata ai ruoli dirigenziali e allo staff di supporto sul posto di lavoro volta a riconoscere i segni di burnout nei lavoratori,[16] inclusi i tirocinanti
- sviluppare il quoziente emotivo, siccome permette di comprendere e verbalizzare (descrivere a parole) le proprie emozioni e sensazioni; ad esempio, la psicologia delle emozioni e della personalità possono fornire strumenti in tal senso
- promuovere una cultura in cui il nepotismo non è un criterio per scegliere i lavoratori che hanno speso anni di fatica a formarsi a scuola
- valorizzare sul posto di lavoro anche le conoscenze invece che le sole competenze e l'esperienza (in particolare con i neolaureati che spesso non hanno esperienza nel settore per cui hanno studiato, eccetto durante i tirocini curriculari)
- promuovere un clima in cui gli intellettuali e la conoscenza sono rispettati invece di essere stigmatizzati
- evitare di non affrontare i problemi, siccome l'evitamento dei problemi è una strategia di coping maladattiva[24]
- usare le tecnologie indossabili che permettono di individuare il burnout. Queste tecnologie sono state inventate per contrastare il burnout sul luogo di lavoro, ma si potrebbero usare anche per quello accademico. Queste tecnologie indossabili individuano il burnout in base ai dati fisiologici che raccolgono, come il battito cardiaco e la sua variabilità nel tempo, la temperatura della pelle, il ritmo del respiro e i passi effettuati quando si cammina. I dati vengono inviati a un algoritmo di elaborazione basato sul machine learning. Alcune di queste tecnologie indossabili hanno l'aspetto di uno smartwatch.[29]
- nel caso in cui il burnout accademico derivi dal proprio narcisismo, la pratica dell'autocompassione (comprendere la sofferenza propria e altrui, discutere i propri errori senza criticarsi, discutere i propri difetti senza giudicarsi per migliorare) può essere una cura contro il narcisismo in contesto scolastico[19]
- fare perno sulle figure di mentoring e tutoraggio, inclusi gli psicologi scolastici, nel momento in cui sorge il burnout accademico e si manifestano i suoi sintomi (dall'ansia, depressione e cinismo fino al desiderio di abbandonare gli studi); inoltre, il contatto con gli studenti degli ultimi anni del proprio corso di università può permettere di capire cosa è di primaria importanza da studiare e cosa è più marginale, per cui il time management e la gestione degli sforzi è più efficace. Nel caso dello psicologo, informarlo su storie di depressione, ansia e/o burnout accademico in passato è una buona prassi siccome i sintomi possono essere ricorrenti. Figure come lo psicologo sono assolutamente necessarie nel caso in cui i discenti isolati e in preda a un burnout estremo arrivino a idealizzare il suicidio.[26]

Un framework che permette di contrastare il burnout accademico e riempire la riserva di coping (Coping Reservoir) è la spirale dello sviluppo (Developmental Spiral) di Michael F. Basch. Secondo la sua cornice teorica, le scelte di un individuo portano al comportamento (le manifestazioni delle sue scelte), che porta a sua volta a incrementare le competenze (il "saper fare") e infine l'autostima. La spirale dello sviluppo si è originata come metodo di terapia e il suo punto di partenza è l'individuazione dei punti di forza del discente; in base al modello di riserva di coping, esse sono rintracciabili tra le sue strategie di coping, temperamento e tratti personali, mentre un traguardo è individuare gli input positivi che riempiono nuovamente la riserva di coping e aumentano la resilienza psicologica. L'obiettivo finale della spirale dello sviluppo è permettere a un essere umano di continuare a svilupparsi, anche quando il suo processo di sviluppo si è arrestato o è deragliato o quando l'autostima cala per esempio a causa di un burnout di varia natura.
Una buona prassi, nel caso in cui si sia svolta una sessione di tutoring, è quella di svolgere degli incontri di follow-up periodici per controllare l'andamento del burnout accademico e/o l'applicazione delle strategie di contrasto del burnout. Durante il periodo tra un follow-up e l'altro, il discente potrebbe anche compilare un diario in cui annotare le proprie sensazioni (anche contrastanti) giorno per giorno.